# Burgstall

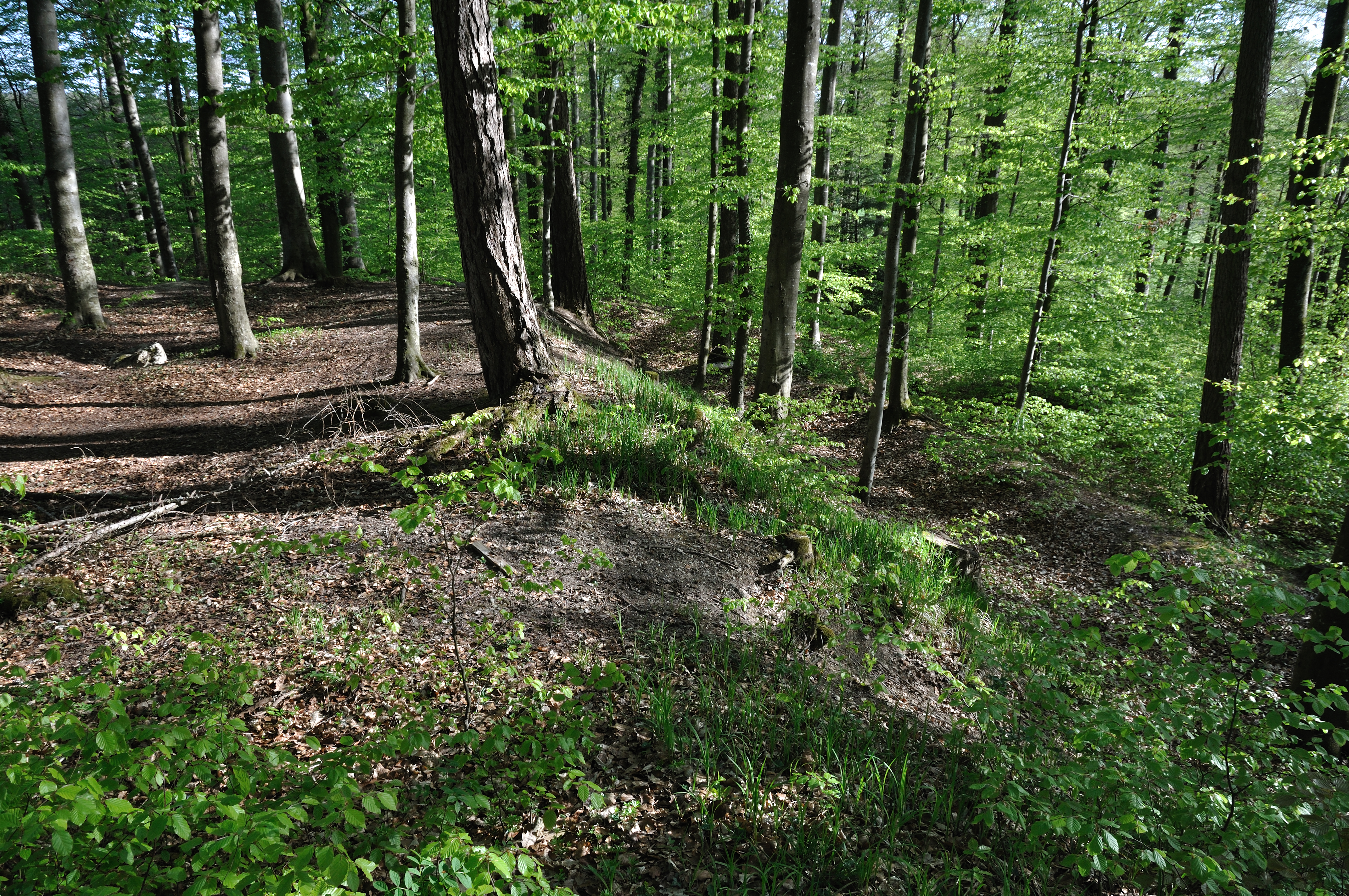
Burgstall „Heidenschloss“ bei Friedrichshafen, wahrscheinlich die „Alte Burg“ der Herren von Raderach

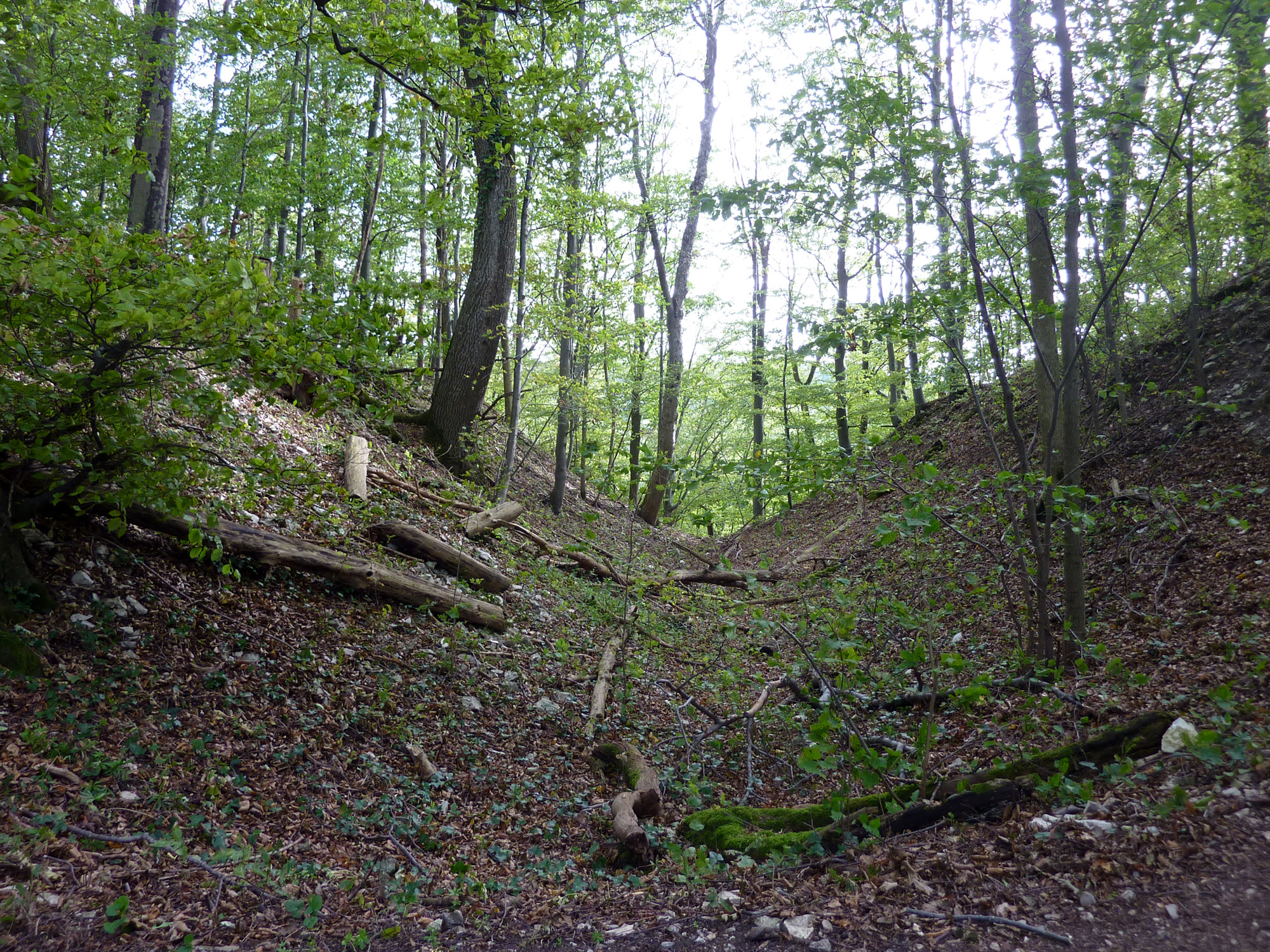
Burgstall „Bertaburg“ auf dem Bergsporn Landsöhr

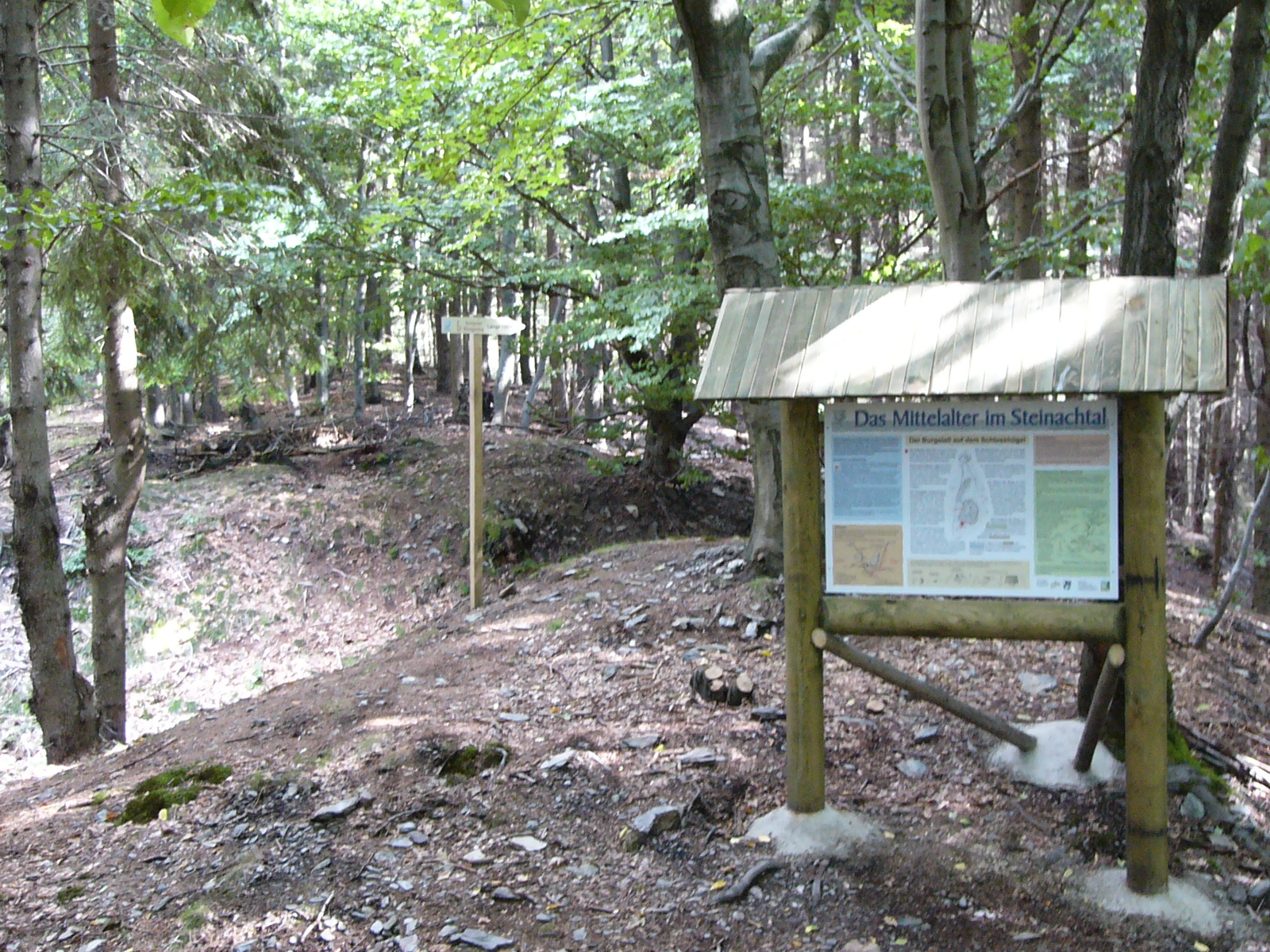
Burgstall Schlosshügel bei Weidenberg (Franken)

Als Burgstall (Singular der Burgstall, Plural die Burgställe, altertümlich die Burgstähl), auch Burgstadel, Burgstätte, Burgstelle oder Altburgstelle, wird in der Burgenkunde eine Burg bezeichnet, von der noch weniger erhalten ist als eine Ruine. Die Fachliteratur kennt zudem den Begriff abgegangene Burg oder abgekommene Burg, der meist mit der Bezeichnung „Burgstall“ gleichzusetzen ist.

## Definitionen
Das Wort Burgstall – ‚die Stelle der Burg‘ – ist mittelalterlichen Ursprungs und bezeichnet ursprünglich schlicht ‚Burg, Burgberg‘, später speziell ‚kleinere Burg‘. Diese Bedeutung hielt sich bis in die ersten Jahre des 20. Jahrhunderts.
Heute bezeichnet man mit Burgstall eine nicht fertiggestellte Burgbaustelle oder den Standort, an dem einst eine Burg stand, deren Mauern heute völlig oder weitgehend eingeebnet sind. Eine fachliche Definition lautet beispielsweise:

„Als ‚Burgstall‘ werden abgekommene Sitze bezeichnet, deren Burgstelle dem natürlichen Gelände angepasst sind, aber durch erhaltene künstliche Bodeneingriffe (Wall, Graben, Terrassierungen) identifiziert werden können.“

Viele Burgen, die heute nur noch als Burgställe erhalten sind, wurden bereits im Mittelalter geschleift oder dem natürlichen Verfall preisgegeben, manche aber auch erst später, beispielsweise als Folge der Dachsteuer in Österreich. Flurnamen in Bezug auf die Befestigung haben sich seitdem meist erhalten, ebenso sind noch erkennbare ebene Gevierte oder Schutthügel zahlreich vorhanden, da sie burggemäß meist an eher unzugänglichen Plätzen liegen – wenn nicht, wurden sie verbreitet als „Steinbruch“ für nahe Bauten genutzt und sind vollständig abgegangen. Teils sind nur noch erdbauliche Reste wie Gräben oder Erdwälle oberirdisch erkennbar. Das heißt, dass Burgställe nur noch als Geländeunebenheiten oder gar nur in Luftbildaufnahmen erkennbar sind. Heute sind sie zumeist als Bodendenkmal geschützt.
Abgrenzung des Begriffs zu Ruine oder Burg:
- Eine Burgruine wird meist dann als Burgstall bezeichnet, wenn eine Rekonstruktion des Gebäudegrundrisses und der Funktionen der Gebäude nicht mehr möglich ist. Eine Ruine, bei der die spärlichen Grundmauern noch eine Rekonstruktion erlauben, wird in der Fachliteratur meist nicht als bloßer Burgstall gewertet.
- Als Burg ist hierbei schon ein befestigter Gebäudekomplex mit Wehrcharakter mit Mauerring und einem Wohnraum anzusehen.
- Als „abgegangen“ klassiert man aber auch Burgen, die gar keine Spuren hinterlassen haben, was etwa für Hang- oder Spornburgen typisch ist, die völlig von Erosion und Bergsturz abgeräumt wurden, sowie Burgen, deren historischer Ort gänzlich unbekannt ist.[6]

Ein Gutteil aller nicht mehr erhaltenen Burgen ist aber schlicht in einem jüngeren Bauwerk, etwa einer frühneuzeitlichen Festung oder einem mittelneuzeitlichen Schloss, aufgegangen, wo sie noch als Baureste in Form einzelner Trakte (oft Teile der Kernburg), Gebäude oder Befestigungselemente bestehen oder die Grundmauern von Neubauten oder gartenbaulichen Terrassen bilden.